# 마밍저
마밍저(馬明哲, 1955년 12월 ~ )는 중국의 기업가이다. 핑안 보험의 설립자이기도 하다.

## 생애
중국 둥베이 지방의 지린성의 가난한 집안에서 태어났으며 그곳에서 중학교만 졸업하고 광둥성으로 일자리를 구하러 갔었다. 광둥성에서 수력발전소, 교통운수부 평직원으로 일하던 중 서커우 공업구 총책임자인 위안겅의 운전기사로 발탁되었다. 위안겅은 일을 잘 하는 마밍저을 서커우 지역 사회 보험회사에 일하도록 지시를 내렸다.
1988년 마밍저는 핑안 보험 회사 설립에 참여하게 되고 그해 3월 중국공상은행과 선전 서커우 초상국이 출자해 중국 선전에 생명보험, 은행, 증권, 신탁 서비스를 다루는 핑안 보험을 설립하였다. 1992년에는 핑안 보험에 총경리 및 부회장으로 취임하게 되었다. 그리고 그는 1994년부터 핑안 보험의 회장직을 맡았다.
2003년 2월 핑안 보험은 마밍저의 지휘 아래 정식으로 중국 핑안 보험 그룹으로 이름을 바꿨다. 현재 마밍저는 난카이대학 박사생 지도 교수이며 화폐은행학박사이기도 하다. 또한 아시아에서 유일하게 미국 중앙 하이테크 보험사의 사외이사이기도 하다.